# Stenalcidia pulverosa
Stenalcidia pulverosa là một loài bướm đêm trong họ Geometridae.